# Davide Dias
Davide Alexandre Pinto Dias noto semplicemente come Davide Dias (Lisbona, 12 aprile 1983) è un ex calciatore portoghese, di ruolo attaccante.

## Caratteristiche tecniche
Ala destra, può giocare come esterno destro e come trequartista.